# 朝鲜战争1951年夏秋季战役
朝鲜战争1951年夏秋季战役，中华人民共和国亦称“抗美援朝战争朝鲜战争1951年夏秋防御战役”，是朝鲜战争中发生的战役。
夏季中联合国军东线推进2至8公里，秋季中推进3至9公里，中朝方攻占岛屿10余个。